# Espen Bjervig
Espen Bjervig (* 30. Juni 1972) ist ein ehemaliger norwegischer  Skilangläufer. 

## Werdegang
Seinen ersten Einsatz im Skilanglauf-Weltcup hatte Bjervig im Februar 1995 beim Weltcup in Oslo. Er belegte jedoch nur den 53. Platz von 66 Teilnehmern. Im März 1997 gewann er mit Platz zehn im Sprintwettbewerb in Sunne erstmals Weltcuppunkte. Der Durchbruch in die Weltspitze gelang ihm dann in der Saison 1998/99, als er nach einem zweiten Platz im italienischen Toblach über 15 Kilometer klassisch im estnischen Otepää über die gleiche Distanz seinen einzigen Weltcupsieg feiern konnte. Am Ende der Saison belegte er den siebenten Platz in der Weltcupgesamtwertung. In der Wertung der Sprintrennen verpasste er als Vierter knapp das Podest. Bei den Nordischen Skiweltmeisterschaften 1999 in Ramsau am Dachstein wurde er Achter über 10 Kilometer klassisch. Zusammen mit Erling Jevne, Bjørn Dæhlie und Thomas Alsgaard gewann er die Silbermedaille im Staffelwettbewerb. Im Verfolgungswettbewerb erreichte er den 14. Platz. Im darauf folgenden Jahr belegte er dreimal den zweiten Platz bei Weltcupwettbewerben und erkämpfte sich somit den achten Platz in der Weltcupgesamtwertung. Nachdem er in Saison 2000/01 noch einige Top-Ten-Resultate verbuchen konnte, gelang es ihm später nicht mehr an diese Leistungen anzuknüpfen. Seinen letzten internationalen Wettkampf bestritt Bjervig beim letzten Staffelwettbewerb der Saison 2002/03 in Falun, wo die norwegische Staffel den vierten Platz belegte. 
Bjervig war als Sportdirektor für die Nordischen Skiweltmeisterschaften 2011 in Oslo tätig.

## Erfolge

### Norwegische Meisterschaften
- 1999: Bronze über 10 km, Bronze über 15 km, Bronze mit der Staffel
- 2001: Bronze mit der Staffel
- 2002: Bronze über 30 km

### Weltcupsiege im Einzel
| Nr. | Datum          | Ort    | Disziplin       |
| --- | -------------- | ------ | --------------- |
| 1.  | 5. Januar 1999 | Otepää | 15 km klassisch |

### Siege bei Continental-Cup-Rennen
| Nr. | Datum             | Ort     | Disziplin       | Serie           |
| --- | ----------------- | ------- | --------------- | --------------- |
| 1.  | 14. Dezember 1997 | Meråker | 15 km klassisch | Continental Cup |

### Weltcup-Gesamtplatzierungen
| Saison    | Gesamt | Gesamt | Langdistanz | Langdistanz | Sprint | Sprint |
| Saison    | Punkte | Platz  | Punkte      | Platz       | Punkte | Platz  |
| --------- | ------ | ------ | ----------- | ----------- | ------ | ------ |
| 1996/97   | 15     | 68.    | -           | -           | 15     | 50.    |
| 1997/98   | 6      | 85.    | 6           | 59.         | -      | -      |
| 1998/99   | 406    | 7.     | 58          | 23.         | 298    | 4.     |
| 1999/2000 | 371    | 8.     | 90 144      | 13. 17. 1   | 137    | 9.     |
| 2000/01   | 84     | 50.    | -           | -           | 40     | 35.    |
| 2001/02   | 196    | 22.    | -           | -           | 51     | 29.    |
| 2002/03   | 75     | 51.    | -           | -           | 22     | 42.    |